# Al Muhayyimāt
Al Muhayyimāt är öar i Förenade Arabemiraten.   De ligger i emiratet Abu Dhabi, i den västra delen av landet, 270 kilometer väster om huvudstaden Abu Dhabi. Arean är 0,32 kvadratkilometer.
Terrängen på Al Muhayyimāt är mycket platt. Öns högsta punkt är 6 meter över havet. Den sträcker sig 0,9 kilometer i nord-sydlig riktning, och 0,7 kilometer i öst-västlig riktning.